# TMS Entertainment
TMS Entertainment Co., Ltd. (株式会社トムス・エンタテインメント, Kabushiki-gaisha Tomusu Entateinmento) é um estúdio japonês de animes fundado em outubro de 1946.

## História
TMS é um dos estúdios mais antigos e proeminentes de animes no Japão, produziu várias séries que estrearam em vários países, incluindo Portugal, Brasil e outros países lusófonos. O estúdio também coproduziu séries de animações com outros países ocidentais como a França (DiC Entertainment), Estados Unidos (Warner Bros. Animation e NBC), e Itália (RAI). O nome da empresa actualmente é "TMS Entertainment, Ltd.", no entanto, o próprio estúdio de animação é referido como Tokyo Movie (東京ムービー, Tōkyō Mūbī). O estúdio também tem uma subsidiária integral, a Telecom Animation Film (TAF), onde ajuda a produzir as animações com a TMS.